# 共進運輸
共進運輸株式会社（きょうしんうんゆ）は、埼玉県越谷市に本社を置く運送会社。1977年（昭和52年）設立。

## 物流センター・営業所
| スタブアイコン | サブスタブ | この項目は、まだ閲覧者の調べものの参照としては役立たない、企業に関連した書きかけの項目です。この項目を加筆・訂正などしてくださる協力者を求めています（PJ:経済）。 |